# Socata TB 30 Epsilon

## História
Em 1978, a Força Aérea Francesa (Adl'A) publicou um requerimento para uma treinador básico, com intenção de substituir o Fouga Magister. Essa aeronave deveria ter assentos em tandem (um atrás do outro), propelido por um motor a pistão de de 304 cv (224 kW) e poder voar três horas seguidas. O requerimento foi atendido com projetos da Aérospatiale, via sua subsidiária, a SOCATA (com uma variante do TB10 Tobago) e pela GEPAL (com o GEPAL Mk.II). O projeto da SOCATA, o TB 30B, foi escolhido pelos franceses em fevereiro de 1979.
O primeiro de dois protótipos fez seu primeiro voo em 22 de dezembro de 1979, porém, testes mostraram que a aeronave tinha manobrabilidade ruim, que resultou em um reprojeto na empenagem e nas pontas das asas. Com essas modificações, o primeiro protótipo voou novamente em 31 de outubro de 1980, demonstrando em ensaios que os problemas de manobrabilidade já havia sido resolvidos.

### TB 31 Oméga
O primeiro protótipo do Epsilon foi modificado para ser uma aeronave de ensaios, propelido por um motor turboélice Turbomeca TP 319 Arrius, tendo seu primeiro voo em 9 de novembro de 1985. Esta aeronave de ensaios foi então modificada para ser um treinador em turboélice, o TB 31 Oméga, propelido por um Turbomeca Arrius 1A2 de 360 kW (483 cv) e equipado com assentos de ejeção, retornando ao voo em 30 de abril de 1989. Embora tenha sido oferecido para o Joint Primary Aircraft Training System (JPATS), ele foi rejeitado, sem que as vendas resultassem.

## Descrição
O TB 30 Epsilon é um monoplano de asa baixa, monomotor, construído em metal e com trem de pouso tricíclo e retrátil. É propelido por um motor a pistão Lycoming O-540, de seis cilindros, conectado a uma hélice bipá, de passo constante. Aluno e instrutor sentam em tandem (um atrás do outro), cobertos por um canopi deslizável em plexiglass; a cabine de comando foi desenhada para facilitar a transição para treinadores avançados, como o Dassault/Dornier Alpha Jet.

## História Operacional

### França
A Força Aérea Francesa (Adl'A) encomendou 30 aeronaves em 1981, com outras encomendas totalizando 150 aeronaves operadas pela Adl'A. As primeiras aeronaves foram entregues em 1983, com os primeiras treinamentos com a aeronave feitos em 1984. Em 2019, os Epsilons foram retirados de serviço da Adl'A, sendo substituídos pela Grob G120TP.

### Portugal
Foram adquiridos 18 aeronaves, tendo as primeiras entrado ao serviço em 1989. As restantes foram montadas nas Oficinas Gerais de Material Aeronáutico (OGMA), em Alverca.
Destinadas ao treino de pilotagem básico foram colocadas na Base Aérea Nº 1, na Esquadra 101, que foi transferida entre 1993 e 2009, para a Base Aérea Nº 11, ministrando os cursos básicos de pilotagem a alunos oriundos da Academia da Força Aérea e contratados.

### Senegal
Nove aeronaves foram recebidas pela Força Aérea Senegalesa em março de 2006. Outras duas aeronaves foram entregues em maio de 2019 e mais três em dezembro de 2022. Estas aeronaves estão em serviço na Escola de Aviação da Força Aérea Senegalesa, em Thiès.

### Togo
Três aeronaves foram adquiridas pela Força Aérea do Togo em 1984, na variante TB-30A. Quatro aeronaves foram entregues para o Togo até 1986, logo após uma das aeronaves do contrato togolês ter se acidentado, sendo uma quarta construída para substituir a aeronave acidentada. Outra aeronave caiu em setembro de 2017.

## Variantes
- TB 30A Epsilon: Variante de treinamento/ataque leve do TB 30. Quatro unidades construídas para o Togo de 1984 a 1986;
- TB 30B Epsilon: Variante de treinamento básico do TB 30. 150 unidades construídas para a França de 1983 a 1989;
- TB 31 Oméga: Variante de treinamento básico, propelida por um motor turboélice Turbomeca Arrius 1A2, de 483 shp (360 kW). Uma unidade convertida em cima do primeiro protótipo.

## Operadores

### Militares

#### Operadores Atuais
- Portugal: 16 aeronaves em serviço (2012).[10] Montadas na OGMA, em Alverca.
- Senegal: 2 aeronaves em serviço (2012)[11]
- Togo: 3 aeronaves em serviço (2012).[12]

#### Operadores Antigos
- França: 150 aeronaves entregues.[1] Em serviço de 1983 a 2019.[13]

### Civis
- França: Apache Aviation - 6 aeronaves desde 2019.[14]

## Especificações
Informações: The Encyclopedia of World Aircraft , Jane's All The World's Aircraft 1988-89

### Características Gerais
- Tripulação: 2
- Comprimento: 7.59 m
- Envergadura: 7.92 m
- Altura: 2.66 m
- Área Alar: 9 m²
- Peso Vazio: 932 kg
- Peso Máximo de Decolagem (MTOW): 1.250 kg
- Motor: 1x Lycoming AEIO-540-L1B5D, 300 hp
- Hélice: Bipá, passo constante

### Desempenho
- Velocidade Máxima: 378 km/h (204 kn)
- Velocidade de Cruzeiro: 358 km/h (193 kn)
- Velocidade de Estol: 115 km/h (62 kn)
- Velocidade de Pouso: 120 km/h (65 kn)
- Velocidade Nunca Exceder: 520 km/h (280 kn)
- Alcance: 1.300 km (700 nmi)
- Teto de Serviço: 7.010 m (23.000 ft)
- Taxa de Subida: 9.4 m/s

## Ver Também
- Socata TB 31 Oméga
- ENAER T-35 Pillán